# Нисам љубоморан
Нисам љубоморан је макси сингл који је Владо Георгиев објавио 2005. године у издању ВГ АРТ СТУДИЈА. 

## Списак песама
1. „Нисам љубоморан“ – 4:48
2. „Нисам љубоморан - rmx“ – 4:30
3. „Нисам љубоморан - extended rmx“ – 5:59